# Lepidocyrtus
Lepidocyrtus är ett släkte av urinsekter. Lepidocyrtus ingår i familjen brokhoppstjärtar.

## Dottertaxa tillLepidocyrtus, i alfabetisk ordning[1][2]
- Lepidocyrtus aho
- Lepidocyrtus apo
- Lepidocyrtus beaucatcheri
- Lepidocyrtus cinereus
- Lepidocyrtus curvicollis
- Lepidocyrtus cyaneus
- Lepidocyrtus eeu
- Lepidocyrtus fimetarius
- Lepidocyrtus finus
- Lepidocyrtus floridensis
- Lepidocyrtus hakea
- Lepidocyrtus helenae
- Lepidocyrtus heterophthalmus
- Lepidocyrtus hirtus
- Lepidocyrtus hukulii
- Lepidocyrtus immaculatus
- Lepidocyrtus inornatus
- Lepidocyrtus kuakea
- Lepidocyrtus lanuginosus
- Lepidocyrtus lignorum
- Lepidocyrtus mele
- Lepidocyrtus metallicus
- Lepidocyrtus neofasciatus
- Lepidocyrtus olena
- Lepidocyrtus pallidus
- Lepidocyrtus paradoxus
- Lepidocyrtus poko
- Lepidocyrtus purpureus
- Lepidocyrtus ruber
- Lepidocyrtus squamoornatus
- Lepidocyrtus uku
- Lepidocyrtus unifasciatus
- Lepidocyrtus weidneri
- Lepidocyrtus violaceus